# تاد کنتول
تاد کَنتوِل (انگلیسی: Todd Cantwell؛ زادهٔ ۲۷ فوریهٔ ۱۹۹۸) بازیکن فوتبال اهل انگلستان است.
از باشگاه‌هایی که در آن بازی کرده است می‌توان به باشگاه فوتبال نوریچ سیتی اشاره کرد.
وی همچنین در تیم‌های ملی فوتبال زیر ۱۷ سال انگلستان و زیر ۲۱ سال انگلستان بازی کرده است.